# Мори, Масааки
Масааки Мори (Masaaki Mori (яп. 森 正明 Mori Masaaki); род. 12 июля 1961, Нагасаки) — японский футболист, полузащитник. Выступал за сборную Японии.

## Биография
Мори родился в префектуре Нагасаки 12 июля 1961 года. После окончания Университета Фукуоки в 1984 году он присоединился к клубу «Фудзита Индастрис» (ныне «Сёнан Бельмаре») первого дивизиона Японской футбольной лиги. В 1990 году клуб был переведён во второй дивизион. Масааки завершил карьеру игрока в 1992 году. Он сыграл 131 игру и забил 19 голов в лиге.

## Карьера в сборной
2 июня 1988 года Мори дебютировал за сборную Японии в матче против Китая. В 1989 он играл в отборочном турнире чемпионата мира 1990 года. В 1988—1989 годах он сыграл 8 игр за национальную сборную страны.

## Политическая карьера
В 1999 году он был официально принят в ряды Либерально-демократической партии Японии и избран в Собрание префектуры Канагава (избирательный округ города Хирацука) и занимал пост председателя собрания с мая 2016 года по май 2017 года.